# Саванье, Франсуа Карл Фридрих Август
Франсуа-Карл-Фридрих-Август Саванье (фр. François-Charles-Frédéric-Auguste Savagner, 1808—1849) — французский писатель, историк.

## Биография
Франсуа-Карл-Фридрих-Август Саванье родился в Касселе, в королевство Вестфалия (тогда находившееся под властью Наполеона), где его отец занимал государственную должность. Получив диплом по литературе и сдав экзамен по истории и географии, он работал в системе государственного образования, пока не стал профессором истории в Королевском колледже Лиона.
В 1848 году Саванье принял участие в Февральской революции и стал капитаном Национальной гвардии. Во время июньского восстания он старался препятствовать кровопролитию, но за укрывательство анархистского агитатора Турмеля (фр. Turmel), он был арестован и приговорён к ссылке на остров Бель-Иль. Здесь он своим товарищам по заключению читал лекции по истории, приводившие в восторг слушателей.
Август Саванье умер в заключении в Ле-Пале 14 ноября 1849 года в возрасте сорока одного года.

## Труды
- Archives historiques et statistiques du departament du Rhône (Лион, 1832)
- Histoire de l’empereur Napoléon (1833)
- Histoire d’Angleterre (1833)
- Abrégé de l’histoire d’Allemagne (1841)
- Abrégé de l’histoire des Suisses (1841)
- Abrégé de l’histoire de Carthage (1845)
- Abrégé de l’histoire de la Chine
- Abrége de l’histoire universelle (1842—45)
- Histoire de Charlemagne
- Histoire de France depuis l’avènement de Louis XVI
- Les Bourbons, leurs belles actions, leurs vertus, leurs fautes, leurs crimes (1844—45)
- Encyclopédie populaire (1844).